# Emilia Pikkarainen
Emilia Pikkarainen (Vantaa,  1992. október 11. –) Európa-bajnoki bronzérmes finn úszónő.

## Pályafutása
A Vantaa városában született Emilia Pikkarainen tizenöt éves korában vett részt a 2008-as pekingi olimpián, ahol 100 méteres pillangóúszásban a 46. helyen végzett 1:02,31-es idejével. 2012-es londoni olimpián 100 méteres és 200 méteres pillangóúszásban, valamint 200 vegyes úszásban állt rajthoz. A 2016-os londoni úszó-Európa-bajnokságon a női 4 × 100 méteres vegyes váltóval bronzérmet szerzett.

## Magánélete
2010-től a Formula–1-es versenyző Valtteri Bottas párja volt, akivel 2016 szeptemberében házasodott össze a helsinki St. John's Church templomban.
2019. november 28-án Bottas bejelentette, hogy elválnak egymástól.